# 真理之口廣場

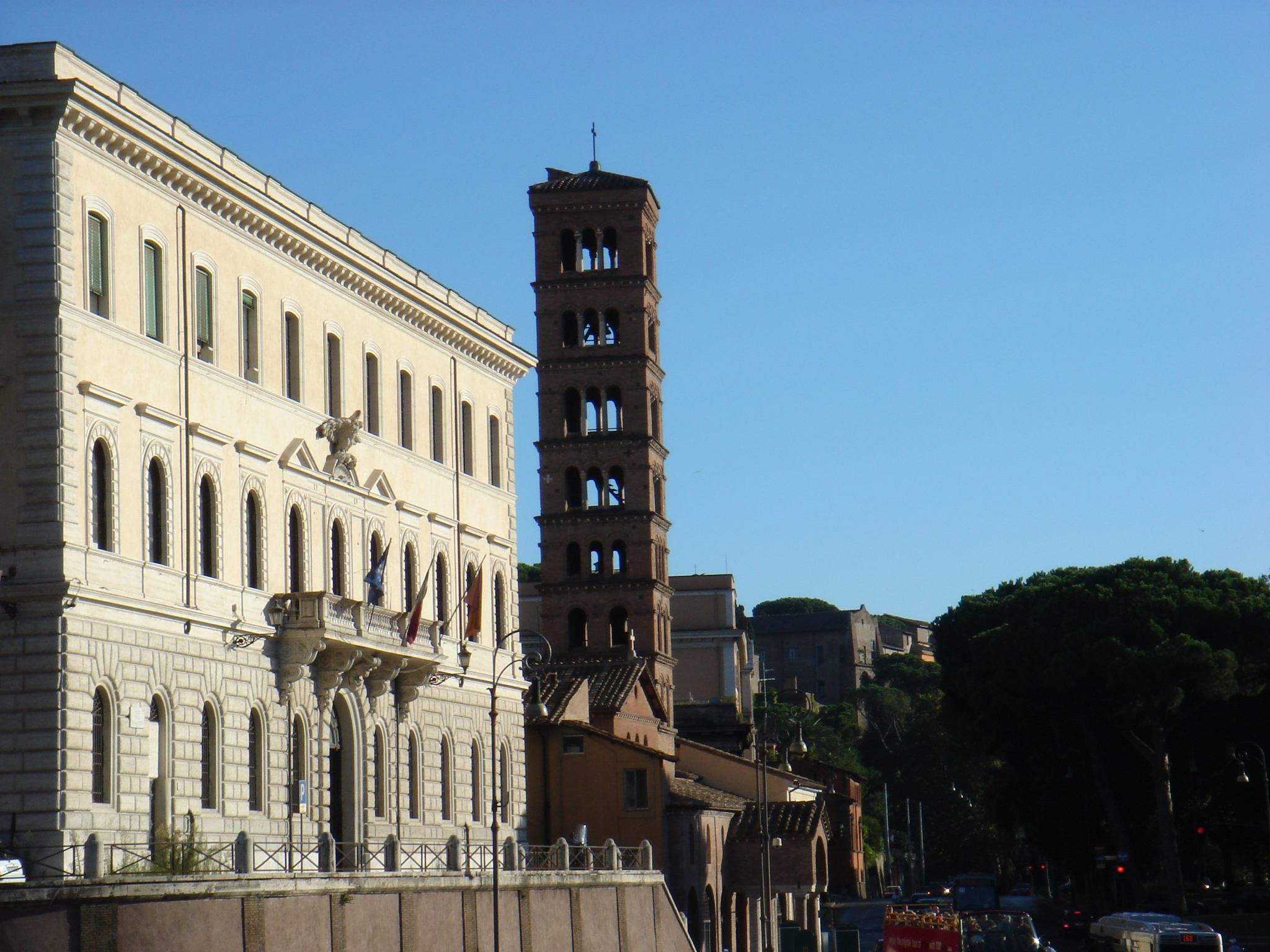
真理之口廣場

41°53′20.17″N 12°28′53.23″E / 41.8889361°N 12.4814528°E
真理之口廣場（義大利語：Square of the Mouth of Truth）是義大利羅馬的一個廣場，位於屠牛廣場和台伯島附近。廣場的名稱來自於真理之口。除了修建於中世紀後期的希臘聖母堂之外，真理之口廣場的大多數建築的歷史可以追溯至羅馬帝國時期。 